# Hylophorbus richardsi
Hylophorbus richardsi es una especie de anfibio anuro de la familia Microhylidae.

## Distribución geográfica
Se encuentra en Papúa Nueva Guinea.

## Estado de conservación
Se encuentra amenazada de extinción por la pérdida de su hábitat natural.